# Incubadora (aparato de laboratorio)

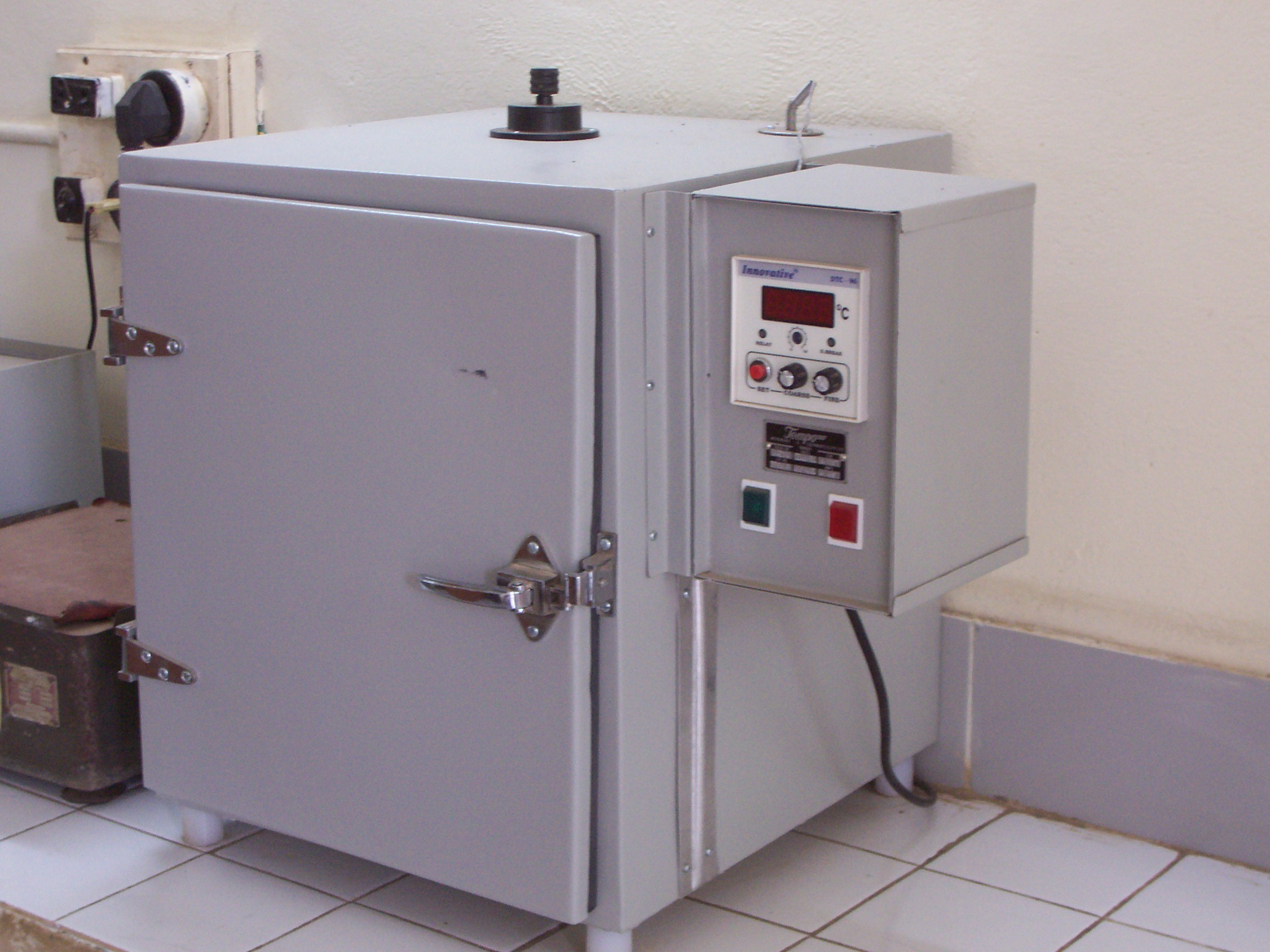
Una incubadora para bacterias

En biología, una incubadora es un dispositivo que sirve para mantener y hacer crecer cultivos microbiológicos o cultivos celulares. La incubadora mantiene la temperatura, la humedad y otras condiciones en grado óptimo, tales como el contenido de dióxido de carbono (CO2) y de oxígeno en su atmósfera interior. Las incubadoras son esenciales para una gran cantidad de trabajos experimentales en biología celular, la microbiología y en biología molecular y se utilizan para cultivos celulares, tanto bacterianos como de células eucariotas.
Las incubadoras son también utilizadas en la industria de cría de aves de corral para que actúen como un sustituto de las gallinas en el proceso de incubación de los huevos fecundados. Esto se traduce a menudo en tasas de eclosión muy altas debido a la capacidad de controlar la temperatura y la humedad. Varias marcas de incubadoras están disponibles en el mercado para los ganaderos.

## Estructura
La forma más simple de incubadora es la de una caja isotérmica con un sistema de calefacción y termostato ajustable, que por lo general se regula con una temperatura entre 60 y 65 °C (de 140 a 150 °F), aunque algunos modelos pueden regularse a mayores temperaturas (generalmente menor de 100 °C). La temperatura más utilizada, tanto para cultivo de bacterias como de E. Coli, de uso frecuente, así como de células de mamíferos es de aproximadamente 37 °C, ya que estos organismos se desarrollan bien en esas condiciones. Para otros organismos utilizados en los experimentos biológicos, como la levadura Saccharomyces cerevisiae, para la cual es óptima una temperatura de crecimiento de 30 °C.
La mayoría de las incubadoras de laboratorio también poseen la posibilidad de bajar la temperatura (a través de la refrigeración), o la capacidad de controlar los niveles de humedad o de CO2. Esto es importante en el cultivo de células de mamíferos, donde la humedad relativa es normalmente es del 95% y se consigue un pH ligeramente ácido manteniendo un nivel de CO2 del 5%.
La mayoría de las incubadoras incluyen un cronómetro, y algunas también pueden ser programadas para realizar un ciclo a través de diferentes temperaturas, diferentes niveles de humedad, etc. Las incubadoras pueden variar en tamaño desde una mesa a unidades del tamaño de una habitación pequeña.
Hay maneras de sustituir una incubadora, cuando no está disponible. El famoso científico Louis Pasteur utilizó como incubadora un pequeño hueco debajo de la escalera.
La temperatura máxima para la esterilización es 200 °C.

## Tipos de incubadora

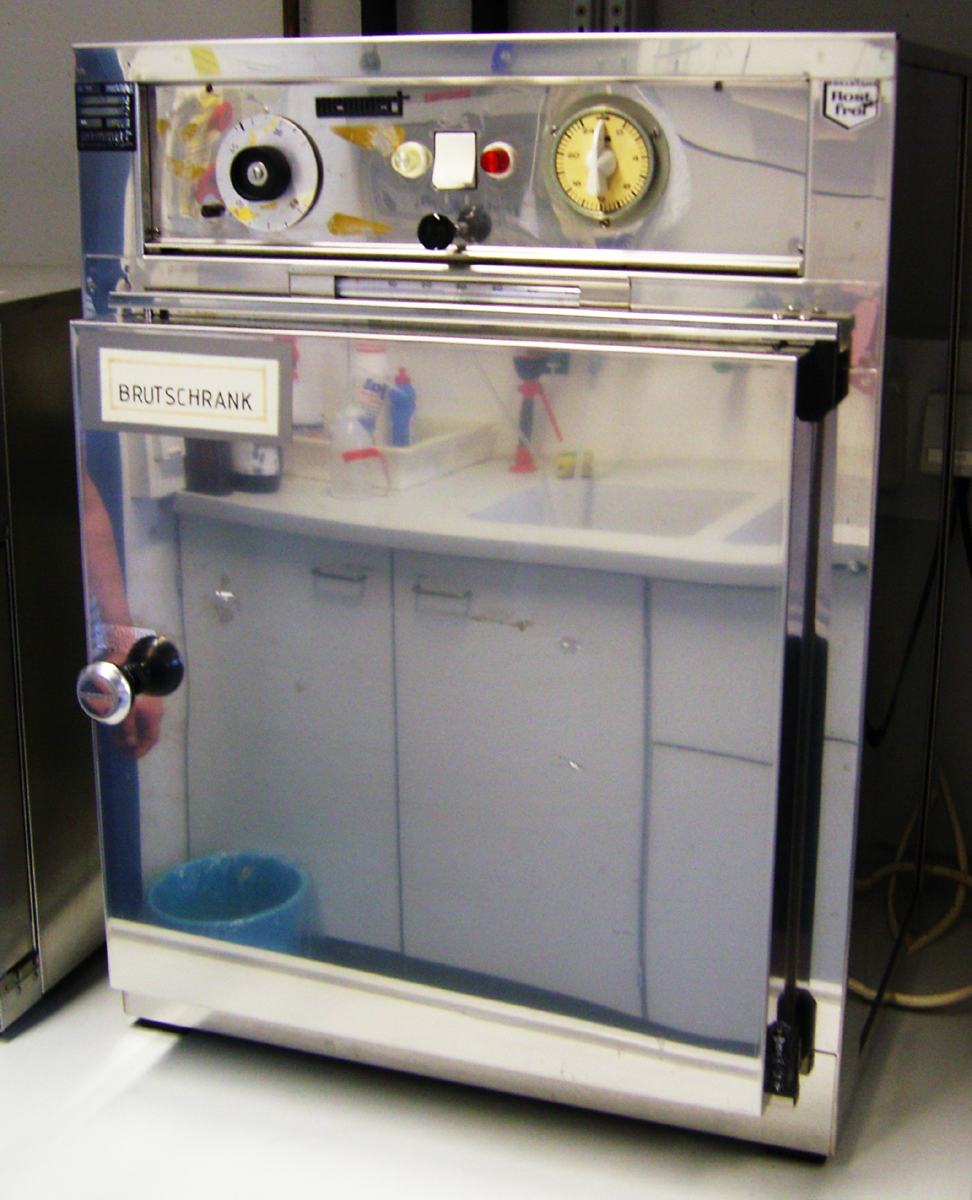
Incubadora, en el Departamento de Microbiología de la Universidad de Kassel

### Incubadora seca
Cuando no disponemos de un recinto cuya temperatura asegure el crecimiento celular, es necesario adquirir una incubadora seca equivalente. Incluso con una habitación caliente, a veces es conveniente tener una incubadora para tripsinización. La incubadora debe tener un tamaño adecuado, unos 50-200 L por usuario, y debe tener circulación de aire forzado, control de temperatura de ± 0,2 °C, y un termostato de seguridad que apague la incubadora si se sobrecalienta o, mejor aún, que regule la incubadora si el termostato no funcionase correctamente. La incubadora debe ser resistente a la corrosión (por ejemplo, el acero inoxidable o el aluminio anodizado resultan aceptables para una incubadora seca), y deben ser fáciles de limpiar. 
Una incubadora de cámara doble, o dos incubadoras apiladas, una encima de la otra, independientemente reguladas, son preferibles a una sola incubadora de gran tamaño, ya que pueden acomodar más cultivos celulares con mejor control de temperatura, y si una de las dos no funciona o necesita ser limpiada, la otra todavía puede ser utilizada. Muchas incubadoras tienen una camisa exterior de agua caliente para distribuir el calor uniformemente alrededor de la caja, evitando así la formación de zonas frías. Estas incubadoras también mantienen su temperatura más tiempo en el caso de un fallo del calentador o un corte de energía eléctrica. Sin embargo, el aislamiento de alta eficiencia y los elementos difusores de la superficie del calentador han eliminado la necesidad de esa camisa de agua y han conseguido que la estructura de la incubadora sea mucho más simple.
Los estantes de las incubadoras suelen estar perforados para facilitar la circulación de aire. Sin embargo, las perforaciones pueden dar lugar a irregularidades en la distribución de células en cultivos monocapa, con variaciones en la densidad celular siguiendo el modelo de aberturas en los estantes. Las variaciones pueden deberse a las corrientes de convección generadas en los puntos de contacto en relación con los agujeros en el estante, o pueden ser relacionados con las áreas que se enfrían más rápidamente cuando se abre la puerta. Aunque esto no es un problema en general, los frascos y las placas de cultivos deben ser colocados en una baldosa aislada o en una bandeja de metal, para aquellos experimentos en los que la densidad uniforme sea importante.

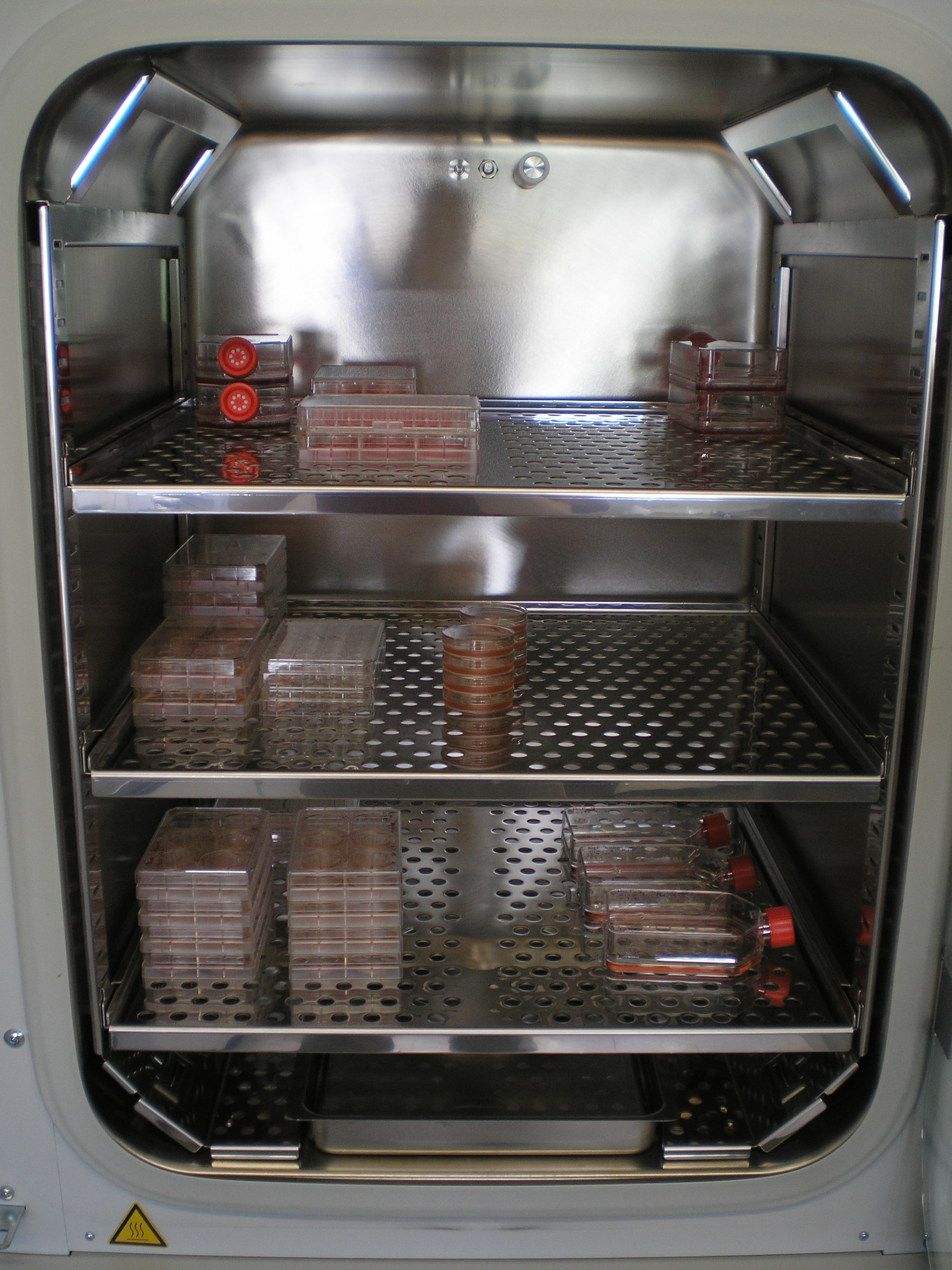
Interior de una incubadora de CO_{2} como las empleadas en cultivos celulares.

### Incubadora húmeda de CO2
Aunque los cultivos celulares pueden ser incubados en frascos sellados en una incubadora seca o en una habitación caliente, algunos recipientes, por ejemplo, las placas de Petri o las placas de pocillos múltiples, requieren de un ambiente controlado con una humedad alta y una presión parcial de CO2 elevada. La manera más barata de controlar la fase gaseosa es colocar los cultivos en una caja de plástico o en una cámara (Bellco, MP Biomedicals), añadir al recipiente la mezcla correcta de CO2 y luego sellarlo. Si la incubadora no está totalmente llena de placas, incluir un recipiente abierto con agua permite aumentar la humedad dentro de la cámara. Las incubadoras de CO2 son más caras, pero su facilidad de uso y un control superior de la presión de CO2 y de la temperatura justifican el gasto (los frascos anaeróbicos y los desecadores tardan más en calentarse). 
Una atmósfera controlada se logra mediante el uso de una bandeja de humidificación y el control de la presión de CO2 con un dispositivo de monitorización del CO2, que extrae el aire de la incubadora en una cámara de muestra, determina la concentración de CO2, e inyecta CO2 puro en la incubadora para compensar cualquier deficiencia. El aire circula alrededor de la incubadora por convección natural o mediante el uso de un ventilador para mantener uniformes tanto el nivel de CO2 como la temperatura. Se afirma que las incubadoras con ventiladores se recuperan más rápido después de la apertura, a pesar de que las incubadoras de convección natural también consiguen una recuperación rápida y reducen considerablemente los riesgos de contaminación. 
Las incubadoras de paredes calientes secas también sufren una menor contaminación por hongos en las paredes, porque las paredes tienden a permanecer secas, incluso con una humedad relativamente alta. Algunos controladores de CO2 deben ser ajustados cada pocos meses, pero el uso de hilo de oro o detectores de infrarrojos minimizan las desviaciones y muchos modelos restablecen el cero del detector de CO2 de forma automática. El tamaño de la incubadora requerida dependerá del uso previsto, tanto el número de personas que lo usan como los tipos de cultivos.
Un incubador de este tipo dispone de:
- Dispositivos de control de temperatura, con termostato de seguridad.
- Dispositivo de inyección de una mezcla de aire y CO2, en la proporción deseada, entre el 4 y el 7 %, controlado mediante un dispositivo IRGA ("infra-red gas analyzer").
- Dispositivo de control de la humedad ambiente. La mejor forma consiste en inyectar agua estéril y filtrada.
- Dispositivo de recirculación de aire con filtros HEPA intercalados.

### Incubadoraroller
Son incubadoras o estufas que poseen un rotor de baja velocidad en su interior. Se utilizan con cultivos que no requieren CO2, dispuestos en botellas cerradas (roller bottles), con una gran superficie de crecimiento., con la finalidad de disponer de una gran superficie para la adhesión de las células.